# Макович Василь Федорович
Васи́ль Фе́дорович Мако́вич; (1833, с. Підгороддя, Бережанський округ, Королівство Галичини та Володимирії, Австрійська імперія — ?) — селянин, політичний діяч, посол до Галицького сейму (1867—1869) та австрійського Райхсрату (1868—1870).

## Короткий життєпис
Народився в 1833 р. в селянській родині в с. Підгороддя (тепер Рогатинського району Івано-Франківської області).

## Громадська діяльність
Посол до Галицького сейму 2-го скликання (1867—1869 роки), обраний у 5-му окрузі Рогатин — Бурштин.
Посол 2-ї каденції австрійського Райхсрату (1868—1870), представляв Бережанський округ (сільські громади судових повітів Бережани, Перемишляни, Бібрка, Ходорів, Рогатин, Бурштин, Підгайці, Козова). Обраний на довиборах після того, як граф Альфред Потоцький не прийняв мандат через невиконання вимоги про надання переваг полякам.